# 昆明市官渡区第五中学
25°01′56″N 102°43′00″E / 25.03213°N 102.71653°E
昆明市官渡区第五中学，位于云南省昆明市官渡区，是云南省一级二等完全中学。

## 沿革
1973年9月，昆明地区铁路中学建立，不久改称昆明铁路局第三中学，属于铁路局主办的职工子女学校。1986年，昆明铁路局降为昆明铁路分局，学校改名为昆明铁路分局第三中学。1996年，被评定为云南省一级二等完全中学。2004年，移交官渡区教育局管辖，改称官渡区第五中学。
2023年，进行原址重建。